# Великі Ключі
Великі Ключі́ (рос. Большие Ключи, марій. Шокшем Памаш) — присілок у складі Сернурського району Марій Ел, Росія. Входить до складу Марісолинського сільського поселення.

## Населення
Населення — 245 осіб (2010; 252 у 2002).
Національний склад (станом на 2002 рік):
- марі — 63 %
- росіяни — 37 %